# Fanias ben Samuel
Fanias ben Samuel (em hebraico: פנחס בן שמואל; romaniz.: Pinhas ben Shmuel; Jerusalém, Judeia, Império Romano, séc. I - Jerusalém, Judeia, Império Romano, c. 70) foi o último sumo sacerdote de Israel, o 83º desde Aarão. Ele era da 'tribo' de Eniachin (ordem sacerdotal Jachin) e não se originou de uma das seis famílias das quais os sumos sacerdotes eram tradicionalmente escolhidos. Ele era um líder das forças revolucionárias e morreu durante a destruição do Templo de Herodes em 70.